# Rita Chowdhury
Rita Chowdhury (Asamés:ৰীতা চৌধুৰী) Tirap, Arunachal Pradesh, 20 de agosto de 1960) poetisa y novelista india en asamés ganadora del Premio Sahitya Akademi. profesora del Cotton College, Guwahati, Assam en el Departamento de Ciencias Políticas.
Estudió en Upper Haflong L.P. School y Higher Secondary y Margherita Public Higher Secondary School. Tiene además un máster en ciencias políticas y asamés y un doctorado en derecho.
Fue miembro de Jatiyatabadi Juba Chatra Parishad durante el Movimiento Assam y la encarcelaron dos veces eb Guwahati y tres en Dibrugarh Jail.

## Obra
- Abirata Jatra (Viaje incesante), 1981 publicado por Bani Mandir, Dibrugarh
- Thirthabhumi (La ermita) 1988 publicado por Deepti Prakashan, Guwahati
- Maha Jibanar Adharshila (Foundation stone of Great Life) in 1993 publicado por Jyoti Prakashan, Guwahati
- Nayana Tarali Sujata 1996, publicado por Lawyer's Book Stall, Guwahati
- Popiya Torar Xadhu (Cuento de meteoro) 1998 publicado por Cambridge India, Guwahati
- Ragmalkosh 1999, publicado por Assam Book Depot, Guwahati
- Jala Padma (Loto agua) 1999 publicado por Assam Book Depot, Guwahati
- Hridoy Nirupai (El corazón desasistido) 2003 publicado por Jyoti Prakashan, Guwahati
- Deo Langkhui (La espada divina) 2005 publicado por Jyoti Prakashan, Guwahati

## Poemas
- Xudoor Nakshatra (La estrella lejana) 1989, publicado por Sofia Publishers, Guwahati
- Banariya Batahar Xuhuri in 1996
- Alop Pooharar Alop Andharar (Reflejos de luces y sombras) 1997 publicado por Lawyer's Book Stall, Guwahati
- Boga Matir Tulaxi (La negra albahaca en suelo blanco) 1999 publicado por Lawyer's Book Stall, Guwahati

## Premios
- Asom Shitya Sabha.[3]
- Kolaguru Bishnuprasad Rabha, 2006.[3]
- Sahitya Akademi, 2008.[1][2][4][5]